# Corticarina latipennis
Corticarina latipennis är en skalbaggsart som först beskrevs av J. Sahlberg 1871.  Corticarina latipennis ingår i släktet Corticarina, och familjen mögelbaggar. Arten är reproducerande i Sverige.